# 3.7 cm Infanteriegeschütz M.15
3.7 cm Infanteriegeschütz M.15 – austro-węgierskie lekkie działo piechoty (działo okopowe).
I wojna  światowa po pierwszej, manewrowej fazie przekształciła się w wojnę pozycyjną. Jednocześnie pojawił się problem zwalczania celów umieszczonych w fortyfikacjach polowych ponieważ ogień artylerii polowej okazał się mało skuteczny. Skuteczny okazał się ogień na wprost, ale działa artylerii polowej były zbyt duże i ciężkie aby mogły być używane podczas ataku. Rozwiązaniem tymczasowym było skierowanie do jednostek piechoty mniejszych i lżejszych dział górskich, ale one także były najczęściej zbyt ciężkie.
Jednocześnie rozpoczęto prace nad docelowymi konstrukcjami. W Austro-Węgrzech postanowiono do pełnienia roli działa piechoty przystosować działo górskie 3.7 cm Gebirgskanone M.13. Przejęto z niego lufę i zaprojektowano nowe łoże, które zapewniało większy kąt ostrzału w pionie. Prototypy nowej broni przeszły w 1915 roku testy na froncie południowo-wschodnim. Testy wykazały konieczność zmian w konstrukcji celownika. Po ich wprowadzeniu na początku 1916 roku zostało zamówionych 1000 dział. Otrzymały one wojskową desygnatę 3.7 cm Infanteriegeschütz M.15.
Działo M.15 miało lufę stalową kalibru 37 mm, z zamkiem klinowym. Łoże dwuścienne, osadzone na podstawie trójnożnej. Oporopowrotnik hydrauliczno-sprężynowy. Celownik peryskopowy. Działo posiadało tarczę pancerną. W razie potrzeby do działa M.15 można było dołączyć niewielkie koła. Na większe odległości po rozłożeniu na części było przenoszone w jukach.
Działo M.15 było zasilane amunicją scaloną. Opracowano trzy rodzaje pocisków: burzący, szrapnel i smugowy. Naboje były ładowane po 15 szt. do drewnianych skrzyń. Skrzynia z amunicją ważyła 26,5 kg.
Etatowo regiment (pułk) piechoty miał dwa plutony dział piechoty, ale w praktyce najczęściej dysponował tylko jednym. W plutonie służył oficer, dwóch podoficerów i 26 żołnierzy. Na wyposażeniu plutonu znajdowały się cztery działa, cztery juczne konie i jeden dwukołowy wóz.